# Anatonochilus rugosus
Anatonochilus rugosus är en skalbaggsart som beskrevs av Oliver Erichson Janson 1911. Anatonochilus rugosus ingår i släktet Anatonochilus och familjen Cetoniidae. Inga underarter finns listade i Catalogue of Life.